# Partikelforurening
Partikelforurening er den del af luftforureningen, der udgøres af partikler. Partikler er i denne sammenhæng små mængder af fast eller flydende stof, der svæver i luften. Størrelsesmæssigt varierer partiklerne fra mindre end 0,03 mikrometer, kaldet nanopartikler, og til mere end 2,5 mikrometer, kaldet grove partikler. Nogle partikler stammer fra menneskelig aktivitet, bl.a. fra trafikken og fra brændeovne. Andre partikler stammer fra naturlige kilder, bl.a. saltholdige partikler fra havet. Der kan også dannes partikler i atmosfæren, når forskellige luftarter gennemgår kemiske og fysiske processer, der danner stoffer på flydende eller fast form.
En stor del af de partikler, vi kommer i kontakt med i dagligdagen er fra trafikken, men en ikke uvæsentlig del stammer fra forurening i andre lande, som er blevet transporteret til Danmark med luftstrømme. 
I dag er det hovedsageligt de mindste partikler, der er fokus på, da det har vist sig, at det er disse, der har den største helbredsmæssige effekt på mennesker . Dog er de større partikler også stadig genstand for forskning [kilde mangler]. 
Grunden til, at partiklerne er farlige for mennesker, er deres indvirkning på menneskets immunforsvaret. Partiklernes indvirkning på immunforsvaret gør, at man i højere grad kan udvikle allergier overfor støv, husdyr og pollen [kilde mangler].

## Grænseværdi for brænderøgpartikler
De partikler, der stammer fra brænderøg er de meget fine med en diameter på 2,5 mikrometer (såkaldte ”PM2.5”). Her har EU vedtaget en grænseværdi, som ligger på 20 mikrogram/m3 luft i årsgennemsnit. Årsgennemsnittet beregnes som ”90% af 1-timesværdierne eller (hvis ikke tilgængelige) 24-timersværdier over et år”
Ved målinger i områder på Sjælland fandt man de højeste værdier i et boligkvarter i Gundsømagle. Her var lå udledningen gennem fyringsperioden (vinteren) i døgngennemsnit  på 4,5 mikrogram/m3 luft. Dvs. at de højeste, målte danske tal ligger omtrent på en fjerdedel af de foreskrevne grænseværdier.